# Okręg wyborczy Kilmarnock
Okręg wyborczy Kilmarnock powstał w 1918 r. i wysyłał do brytyjskiej Izby Gmin jednego deputowanego. Okręg obejmował miasto Kilmarnock w Szkocji. Został zlikwidowany w 1983 r.

## Deputowani do brytyjskiej Izby Gmin z okręgu Kilmarnock
- 1918–1923: Alexander Shaw, Partia Liberalna
- 1923–1924: Robert Climie, Partia Pracy
- 1924–1929: Charles Glen MacAndrew, Szkocka Partia Unionistyczna
- 1929–1929: Robert Climie, Partia Pracy
- 1929–1933: Craigie Aitchison, Partia Pracy, od 1931 r. Narodowi Laburzyści
- 1933–1945: Kenneth Lindsay, Narodowi Laburzyści
- 1945–1946: Clarice Shaw, Partia Pracy
- 1946–1979: William Ross, Partia Pracy
- 1979–1983: William McKelvey, Partia Pracy